# HMS Arrow (F173)
HMS Arrow  (F173) fue una fragata clase Amazon de la Marina Real británica entre 1976 y 1994.
La Arrow participó en la Guerra de Malvinas, enganchando aviones argentinos, un submarino, y disparando a fuerzas terrestres en Darwin, Pradera del Ganso, y Monte Longdon. También rescató la mayoría de la tripulación superviviente del hundimiento del HMS Sheffield.

## Antecedentes
Construido por Yarrow Shipbuilders Limited, en Glasgow, Escocia. Fue completada con lanzadores de Exocet en la posición B.

## Servicio en la guerra de las Malvinas
Durante la guerra de las Malvinas de 1982, la Arrow empezó el bombardeo de posiciones argentinas en el aeródromo de Puerto Argentino/Stanley el 1° de mayo (la primera munición tirada en las Malvinas), y el buque fue el primero en ser alcanzado por un caza de Fuerza Aérea Argentina, ocasionandole algunos daños, y la primera baja humana (heridas de metralla menor) del conflicto.
El 2 de mayo la Arrow estuvo asignada a un Grupo de Acción de Superficie (SAG) contra lo que se pensaba que era un barco de superficie argentino al sur de la Isla Soledad. Con los Exocet en alto alistamiento la misión estuvo abortada cuándo el navegador del buque identificó el objetivo supuesto como una isla.
El 4 de mayo asistió para extinguir los fuegos y evacuando la tripulación del destructor Tipo 42 Sheffield, el cual había sido golpeado por un misil Exocet. La tripulación mostró valentía notable en este esfuerzo de rescate, salvó 225 de los 266 tripulantes supervivientes del Sheffield, y el capitán de la Arrow, Comandante (Capitán más tarde) Paul Bootherstone fue subsecuentemente galardonado con la Cruz de Servicio Distinguido por el valor durante la acción.
El 6 de mayo la Arrow condujo un bombardeo de posiciones argentinas en Bahía Fox.
En la noche del 10 y 11 de mayo, la Arrow se ubicó al norte del Estrecho de San Carlos mientras que la Alacrity transitó en dirección de sur a norte para evaluar si el canal estaba minado, lo cual prevendría al desembarco posterior en Bahía San Carlos. Alacrity transitó debidamente el canal saliendo en velocidad. Sin saber por la Arrow y Alacrity que un submarino argentino estaba en el área. El San Luis disparó un torpedo qué destrozó el señuelo de sonar de la Arrow.
Desde el 21 mayo, apoyó a las tropas del Segundo Batallón el Regimiento de Paracaídas (2 PARA) en el ataque exitoso en Pradera del Ganso.
El 8 de junio, la Arrow ayudó extinguir el incendio sobre la fragata clase Rothesay Plymouth.
La Arrow sobrevivió al Callejón de las Bombas (Fondeadero en Bahía San Carlos) más tiempo que cualquier otro buque.  Durante este tiempo  recibió reparaciones provisionales en las grietas en el casco, las vigas de levantamiento del misil Sea dart fueron soldadas a sus cubiertas superiores en cada lado.
Ya reconectada al enlace de datos de la Fuerza de Tarea datalink fue recibida con un mensaje diciendo "I though your were sunk"—"Pensé que estabas hundido". En el pasaje este durante la noche la Arrow detectó un objetivo de superficie desconocido cerca de la costa, para identificar el buque enganchó y despidió tres disparos de cañón sobre lo que resultó ser una lancha de desembarco mecanizada (LCM) la cual fue escoltada después a bahía de la Anunciación. Aquí fue disparado el último Mk 8 iluminante en el conflicto.
La Arrow también dio fuego de cobertura hasta la rendición de Puerto Argentino/Stanley. Durante el fin de la guerra, había destruido tres aviones argentinos, siete emplazamientos de armas y dos estaciones de radar.

## Reclamación argentina
La silueta de la Arrow se encuentra, junto con la fecha 1 de mayo, pintada en el fuselaje de un Mirage Dagger serie C-412 de la Fuerza Aérea Argentina, junto con una representación de silueta similar de la HMS Brilliant  y la fecha 21 mayo, implicando una acción exitosa por los aviadores contra estos buques. Estos kill mark aun así pueden ser exagerados, y referenciar meramente la avería la cual ambos buques sufrieron durante el conflicto, el cual puede o no puede haber sido causado por esta aeronave en particular. La Arrow fue averiada por disparos de cañón de 30 mm el 1 de mayo de 1982, y la HMS Brillant fue averiada por disparos de cañón el 21 de mayo de 1982 fuera de bahía San Carlos. Se reportó que el avión tenía todavía las marcas en noviembre de 2005 (veintitrés años después del conflicto) en el ejercicio multinacional Ceibo en Argentina.

## Servicio durante la posguerra
Durante mediados de los años 1980 la Arrow sufría grietas en su casco. Mucho surgió este problema durante el conflicto de las Malvinas, cuándo los ingenieros estuvieron obligados a soldar platos de acero y fajas en partes del buque donde las grietas abrían en la superestructura de aluminio. Después de la guerra  esté tomada en para reconfirguación, con un plato de acero grande soldado abajo a cada lado del buque. Al propio tiempo las modificaciones estuvieron hechas para reducir el ruido del casco. El buque continuó en servicio hasta 1994, y fue retirado y sacado de la flota el 1 de marzo de ese año.

## Servicio en la Armada de Pakistán
Posteriormente a su desprogramación la Arrow fue transferida a Pakistán y rebautizada PNS Khaibar. El sistema de misiles Exocet no fue transferido a Pakistán y Khaibar su lanzamisiles de Sea Cat fue removido. Un CIWS Phalanx fue instalado más tarde en sitio donde estaba el Sea Cat. Lanzadores de chaff SRBOC y cañones de 20 mm y 30 mm fueron instalados. Khaibar permanece en servicio con la Armada de Pakistán, quién adquirió del Gobierno de Reino Unido las seis fragatas clase Amazon sobrevivientes de las ocho originalmente construido (dos fueron perdidas en las Malvinas).

## Comandantes
| Desde | Hasta | Capitán                               |
| ----- | ----- | ------------------------------------- |
| 1976  | 1977  | Comandante Nick J Barker RN           |
| 1977  | 1979  | Comandante W L Davis RN               |
| 1979  | 1980  | Comandante J D McPetrie RN            |
| 1980  | 1982  | Comandante Paul J Bootherstone RN     |
| 1982  | 1984  | Comandante Christopher W Pila RN      |
| 1984  | 1986  | G de Anthony del comandante McEwen RN |
| 1986  | 1988  | Comandante Christopher Beagley RN     |
| 1989  | 1990  | Comandante Richard M Davey RN         |
| 1990  | 1991  | Comandante Stephen C Jermy RN         |
| 1991  | 1993  | Comandante David C Goodall RN         |